# Třída M (1933)
Třída M (jinak též Maljutka, česky: Děťátko) byla třída malých sovětských ponorek vyvinutá na počátku 30. let 20. století. Malé ponorky byly určeny zejména k ochraně pobřeží a vlastních základen, případně k blokádě základen nepřítele. Byly dokonce nasazeny i na Ladožském jezeře během blokády Leningradu. Vzhledem k jejich rozměrům byla možná jejich přeprava po železnici. Celkem bylo postaveno 141 ponorek této třídy. Rozděleny byly do čtyř postupně vylepšovaných sérií. První byly do služby přijaty roku 1934 a poslední až roku 1953.

## Stavba
Série prvních třicet kusů série VI byla vyrobena v letech 1932–1934. Dalších devatenáct kusů série VI-bis bylo postaveno do roku 1936. V letech 1936-1941 bylo vyrobeno dalších 45 kusů série XII. Od roku 1940 byla vyráběna zvětšená a modernizovaná série XV, z níž do konce druhé světové války byly vyrobeny pouze čtyři kusy, jejich stavba však pokračovala do roku 1953, celkově bylo dokončeno 57 kusů série XV.

## Konstrukce

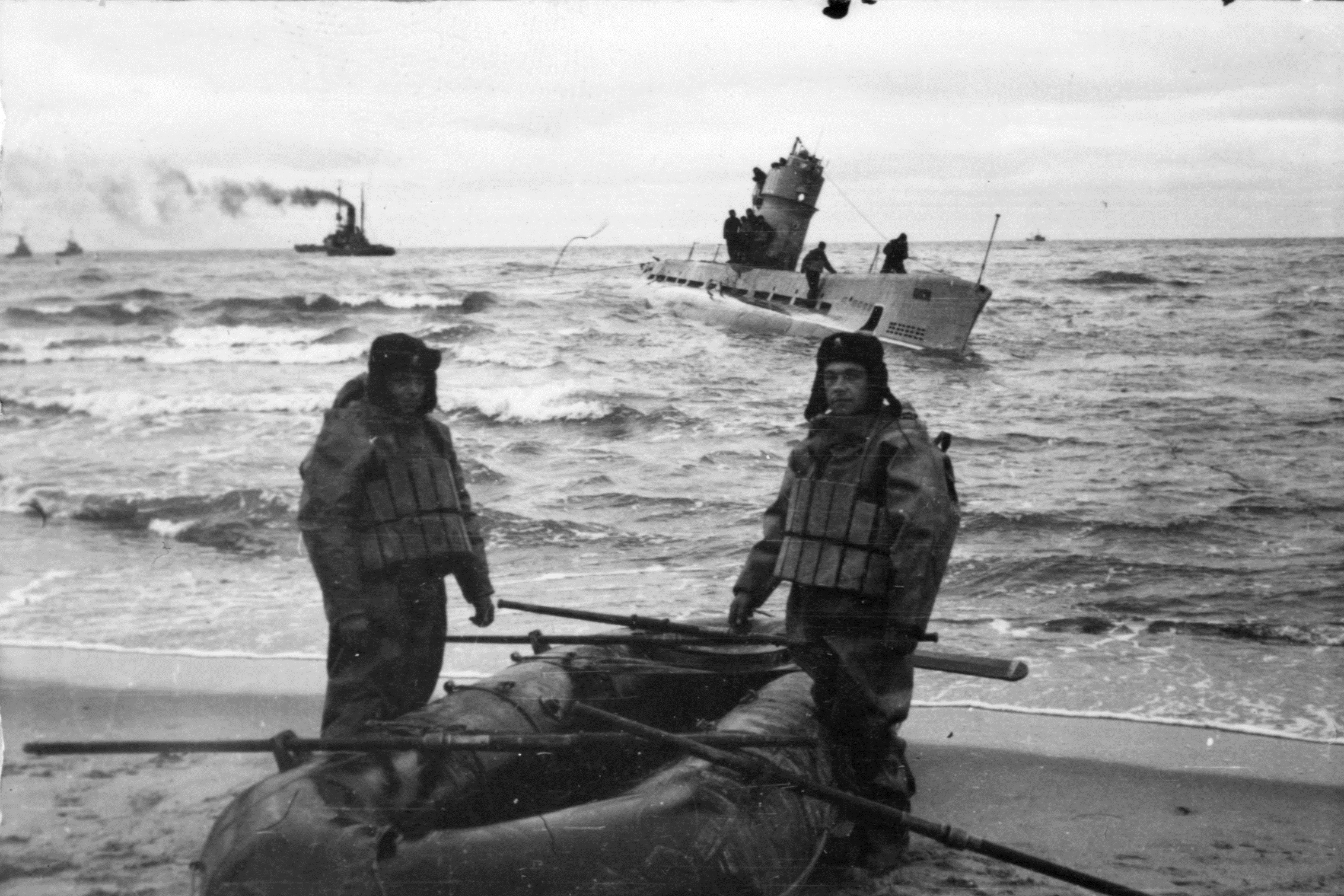
Vyprošťování polské ponorky Kaszub (ex M100)

Ponorky byly vyzbrojeny dvěma 533mm torpédomety se dvěma torpédy a dále jedním 45mm kanónem. Pohonný systém tvořil jeden diesel 38B8 o výkonu 685 hp a jeden elektromotor PG60/34 o výkonu 240 hp, pohánějící jeden lodní šroub. Nejvyšší rychlost dosahovala třináct uzlů na hladině a šest uzlů pod hladinou. Operační hloubka ponoru dosahovala padesát metrů.

### Modifikace
Pozdější série měly větší výtlak (u série XII bis 210/261 tn) i rozměry (délka u série XII bis činila 44,5 m). Verze XV nesla dvojnásobný počet torpédometů a torpéd (4 kusy). I pohon byl u novějších sérií zesílen. U série XII bis měl dieselový motor výkon 800 hp a elektromotor 400 hp.